# Embaixada do Brasil em Belmopan
A Embaixada do Brasil em Belmopan é a missão diplomática brasileira do Belize. A missão diplomática se encontra no endereço, 12, Floral Park St., Belmopan, Belize.